# Кан (община Германии)
Кан (нем. Caan) — община в Германии, в земле Рейнланд-Пфальц.
Входит в состав района Вестервальд. Подчиняется управлению Рансбах-Баумбах. Население составляет 725 человек (на 31 декабря 2010 года). Занимает площадь 3,45 км².